# Hersfelder Kreisbahn
| |                         |                             |                             |
| Streckennummer (DB): | 9380                    |                             |                             |
| Kursbuchstrecke: | 171d (1934) 192n (1946) |                             |                             |
| Streckenlänge: | 26,016 km               |                             |                             |
| Spurweite: | 1435 mm (Normalspur)    |                             |                             |
| Maximale Neigung: | 20 ‰                    |                             |                             |
| Minimaler Radius: | 200 m                   |                             |                             |
| Streckengeschwindigkeit: | 50 km/h                 |                             |                             |
| |                         |                             |                             |
| \| \| \| von Fulda \| \| \| \| 0,000 \| Bad Hersfeld \| Bad Hersfeld \| \| \| \| nach Bebra \| \| \| \| 2,180 \| Anschluss Kalkwerk Oberrode \| Anschluss Kalkwerk Oberrode \| \| \| 4,950 \| Sorga (Kr Hersfeld) \| Sorga (Kr Hersfeld) \| \| \| 9,660 \| Malkomes (bis 1974 Bahnhof) \| Malkomes (bis 1974 Bahnhof) \| \| \| 11,210 \| Schenksolz \| Schenksolz \| \| \| \| Lampertsfeld (ab 1961) \| \| \| \| 15,170 \| Streckenbeginn ab 1999 \| Streckenbeginn ab 1999 \| \| \| 15,320 \| Schenklengsfeld \| Schenklengsfeld \| \| \| 18,100 \| Wehrshausen \| Wehrshausen \| \| \| 20,670 \| Ransbach (Kr Hersfeld) \| Ransbach (Kr Hersfeld) \| \| \| 24,600 \| Nippe \| Nippe \| \| \| \| Anschluss Schacht Hera \| \| \| \| \| B 62 \| \| \| \| \| von Philippsthal \| \| \| \| 26,016 \| Heimboldshausen \| Heimboldshausen \| \| \| \| nach Gerstungen \| \| |                         |                             |                             |
| Strecke |                         | von Fulda                   | von Fulda                   |
| Bahnhof | 0,000                   | Bad Hersfeld                | Bad Hersfeld                |
| Abzweig ehemals geradeaus und nach links |                         | nach Bebra                  | nach Bebra                  |
| Abzweig geradeaus und von rechts (Strecke außer Betrieb) | 2,180                   | Anschluss Kalkwerk Oberrode | Anschluss Kalkwerk Oberrode |
| Bahnhof (Strecke außer Betrieb) | 4,950                   | Sorga (Kr Hersfeld)         | Sorga (Kr Hersfeld)         |
| Haltepunkt / Haltestelle (Strecke außer Betrieb) | 9,660                   | Malkomes (bis 1974 Bahnhof) | Malkomes (bis 1974 Bahnhof) |
| Haltepunkt / Haltestelle (Strecke außer Betrieb) | 11,210                  | Schenksolz                  | Schenksolz                  |
| Haltepunkt / Haltestelle (Strecke außer Betrieb) |                         | Lampertsfeld (ab 1961)      | Lampertsfeld (ab 1961)      |
| Kilometer-Wechsel (Strecke außer Betrieb) | 15,170                  | Streckenbeginn ab 1999      | Streckenbeginn ab 1999      |
| Bahnhof (Strecke außer Betrieb) | 15,320                  | Schenklengsfeld             | Schenklengsfeld             |
| Haltepunkt / Haltestelle (Strecke außer Betrieb) | 18,100                  | Wehrshausen                 | Wehrshausen                 |
| Bahnhof (Strecke außer Betrieb) | 20,670                  | Ransbach (Kr Hersfeld)      | Ransbach (Kr Hersfeld)      |
| Haltepunkt / Haltestelle (Strecke außer Betrieb) | 24,600                  | Nippe                       | Nippe                       |
| Abzweig geradeaus und von links (Strecke außer Betrieb) |                         | Anschluss Schacht Hera      | Anschluss Schacht Hera      |
| Bahnübergang (Strecke außer Betrieb) |                         | B 62                        | B 62                        |
| Abzweig ehemals geradeaus und von rechts |                         | von Philippsthal            | von Philippsthal            |
| Dienststation / Betriebs- oder Güterbahnhof | 26,016                  | Heimboldshausen             | Heimboldshausen             |
| Strecke |                         | nach Gerstungen             | nach Gerstungen             |

Die Hersfelder Kreisbahn (HKB), aufgrund ihres Verlaufes an der Solz auch Solztalbahn genannt, führte mit einer Streckenlänge von 26,016 Kilometern von Bad Hersfeld normalspurig über das Landecker Amt nach Heimboldshausen (heute Ortsteil der Marktgemeinde Philippsthal) an der Werra.

## Geschichte
Die Strecke wurde am 26. September 1912 als Kreisbahn Hersfeld – Heimboldshausen (KHH) eröffnet und überwand einen Höhenunterschied von 155,29 Metern. Die Bahn war zunächst ein Eigenbetrieb des Kreises Hersfeld bzw. Hersfeld-Rotenburg. Durch Beschluss des Kreistages vom 15. August 1983 erfolgte zum 1. Januar 1984 die Umwandlung in die Hersfelder Eisenbahn Gesellschaft mbH (HEG) und die Übernahme von 51 % der Geschäftsanteile durch die Hessische Landesbahn GmbH. Der Landkreis Hersfeld-Rotenburg blieb nur noch mit 49 % der Geschäftsanteile an der neuen Gesellschaft beteiligt.
Der Güterverkehr wurde am 31. Dezember 1993 eingestellt. Der Personenverkehr endete bereits einen Tag vorher mit der letzten planmäßigen Fahrt des VT 50 als Zug 12 von Werk Hattorf nach Bad Hersfeld. Die Gleise zwischen Bad Hersfeld und Schenklengsfeld wurden im August 1999 abgebaut und stattdessen wurde ein Radweg (Solztalradweg) auf der Trasse eingerichtet. 1995 überführte die IGE Werrabahn ihre Fahrzeugsammlung von Gerstungen nach Schenklengsfeld und nutzte die Gleisanlagen einige Jahre lang.
Die etwa elf Kilometer lange Reststrecke zwischen Schenklengsfeld und Heimboldshausen wurde Anfang 2008 zur Übernahme durch Dritte ausgeschrieben und am 11. September 2009 an den Förderverein Werra-Fulda-Bahn e. V. verkauft, der dort einen Museumsbahnbetrieb einrichten möchte. Der Radweg wird auf Wegen neben der Schiene in Richtung Ransbach weitergeführt werden. Eisenbahninfrastrukturunternehmen für den Abschnitt Philippsthal – Schenklengsfeld war zuletzt die Hersfelder Eisenbahn Gesellschaft. Die Strecke wurde ab dem 11. März 2017 kurzzeitig auf der Online-Vertriebsplattform Ebay zum Verkauf angeboten.
Im Februar 2018 beschloss der Förderverein Werra-Fulda-Bahn auf seiner Mitgliederversammlung den Verkauf an einen niederländischen Investor für einen symbolischen Euro. Dieser Verkauf kam nicht zustande. Nach dem Ende der Bedienung des Anschlusses Hera endete der Verkehr und die Instandhaltung der Strecke, woraufhin im Gleis kleine Bäume wuchsen. Im Sommer 2020 begann der schrittweise Freischnitt und die Instandsetzung des Streckenabschnitts.
Durch einen am 29. Dezember 2022 unterzeichneten Pachtvertrag wurde der Streckenabschnitt mit dem Ziel der Reaktivierung im Güterverkehr an die RbT Regiobahn Thüringen verpachtet.
2021 wurde die Interessengemeinschaft Kreisbahn Hersfeld - Heimboldshausen gegründet. Dieser Verein kümmert sich um das Erbe der Hersfelder Kreisbahn und archiviert Fotos und Unterlagen aus der Vergangenheit.

## Streckenverlauf
Die Trasse verlief von Bad Hersfeld (separater Bahnhof gegenüber dem DB-Bahnhof, Sitz der Betriebsleitung) über Sorga (mit Bahnhof), Malkomes (mit Bahnhof) und Schenksolz (mit Haltepunkt) hinauf bis Schenklengsfeld (mit Bahnhof und Betriebshof, Sitz der Zugleitung). Von dort ging die Bahn über Wehrshausen (Haltepunkt mit Unterstand aus Wellblech, woraus der Volksmund „Wellblechhausen“ machte), Ransbach (mit Bahnhof), Nippe (mit Haltestelle) weiter nach Heimboldshausen (Gemeinschaftsbahnhof mit der DB).
Den höchsten Punkt erreichte die Bahn kurz nach dem Haltepunkt Wehrshausen auf 356,69 Meter ü. NN. Es gab 67 Bögen, deren Radius zum Teil nur 200 m betrug. Die maximalen Gefälle- und Steigungsstrecken betragen 1:50, die zwischen Wehrshausen und Heimboldshausen liegen. Die Gesamtlänge der Gleise mit allen Neben- und Anschlussgleisen betrug 38 Kilometer.

## Verkehr
Das zuvor über die Werratalbahn von Heimboldshausen nach Gerstungen in der DDR abgefahrene Kali aus den Bergwerken bei Heringen und Philippsthal wurde ab dem 1. Juli 1952 über die Strecke nach Bad Hersfeld zur Bahnhauptlinie Bebra–Fulda transportiert. In dieser Zeit waren die Beförderungshöchstzahlen zu verzeichnen. 1952 wurden 1.100.000 Personen und 1954 2.116.000 Tonnen Güter transportiert.
Ab dem Jahre 1960 richtete die Hersfelder Kreisbahn Buslinien an die Werra ein. Seitdem sanken die Beförderungszahlen auf der Schiene stetig. Schon zum 1. November 1960 entfiel die Personenbeförderung an Sonn- und Feiertagen. 1975 verkehrten werktags noch sechs Zugpaare, davon eines nur zwischen Philippsthal und Schenklengsfeld. Ab 1984 wurden die Fahrpläne von Jahr zu Jahr mehr zusammengestrichen. So gab es zum Beispiel zur gleichen Zeit immer nur noch einen fahrplanmäßigen Zug auf der Strecke; in Gegenrichtung verkehrte eine Leerfahrt. Zum Schluss gab es nur noch ein „Alibi-Zugpaar“, um Mineralölsteuerbeihilfen zu erhalten.
Seit der Öffnung der Grenze 1989 findet der Gütertransport des Kalibergbaus wieder über die im Werratal laufende Strecke zur Thüringer Bahn nach Gerstungen statt. Ohne den Gütertransport trug sich der Personenverkehr auf dem verbliebenen Abschnitt nicht mehr. Der letzte Personenzug, ein Uerdinger Schienenbus, fuhr am 30. Dezember 1993. Die HEG betrieb von 1993 bis 2005 noch einige Buslinien im Raum Bad Hersfeld. Bei einer Neuausschreibung dieser Verbindungen unterlag sie jedoch einem anderen Verkehrsunternehmen.

## Fahrzeuge

### Dampflokomotiven
Zur Erstausstattung der Bahn gehörten zwei von Henschel in Kassel gebaute Loks der Bauart C-n2t des Typs Bismarck mit den Namen „Fulda“ und „Werra“ und zwei weitere, ebenfalls von Henschel gebaute Dampfloks der Bauart 1’C-n2t, die mit der preußischen Gattung T 9.3 identisch waren und die Namen „Hersfeld“ und „Landecker“ trugen. Insgesamt besaß die Hersfelder Kreisbahn bis zur vollständigen Verdieselung des Verkehrs elf Dampfloks. Als letzte Dampflok wurde die erst 1954 fabrikneu von Henschel erworbene Lok 1’’ 1965 ausgemustert und verkauft.
Die beiden 1930 und 1938 beschafften Dampfloks 2’’ und 4’’ vom Typ ELNA 6 wurden zwar bereits 1961 bzw. 1960 an den Eschweiler Bergwerks-Verein (EBV) für den Einsatz auf dessen Grube Anna in Alsdorf bei Aachen verkauft, haben aber bis heute überlebt. Während Lok 2’’ sogar noch betriebsfähig ist und regelmäßig vom Dampfbahn Fränkische Schweiz e. V. auf der Museumsbahn Ebermannstadt – Behringersmühle eingesetzt wird, steht Lok 4’’ als Exponat in Alsdorf im Bergbaumuseum Grube Anna II. Lok 5, ein D-Kuppler vom Typ Henschel D 600 ist über den EBV, wo sie als Anna 2 im Dienst stand, zur belgischen Museumsbahn Stoomtrein Dendermonde Puurs (SDP) in Baasrode  gelangt. Wegen eines Feuerbüchsenschadens ist sie jedoch seit 1997 nicht betriebsfähig.
| Bild                                                                                             | Nr. / Name    | Bauart    | Baujahr | Hersteller | Fabrik-Nr. | Typ                 | Einsatzzeit | Bemerkung |
| ------------------------------------------------------------------------------------------------ | ------------- | --------- | ------- | ---------- | ---------- | ------------------- | ----------- | --- |
|                                                                                                  | 1 „Hersfeld“  | 1’C-n2t   | 1912    | Henschel   | 11011      | T 9.3               | 1912–1949   | verkauft an Wilstedt-Zeven-Tostedter Eisenbahn (WZTE), dort Nr. 10                                                        |
|                                                                                                  | 2 „Landecker“ | 1’C-n2t   | 1912    | Henschel   | 11012      | T 9.3               | 1912–1930   | verkauft an BMAG |
|                                                                                                  | 3 „Fulda“     | C-n2t     | 1912    | Henschel   | 11013      | Bismarck            | 1912–1917   | verkauft an Gewerkschaft Hattorf                                                                                          |
|                                                                                                  | 4 „Werra“     | C-n2t     | 1912    | Henschel   | 11014      | Bismarck            | 1912–1930   | verkauft an Delmenhorst-Harpstedter Eisenbahn (DHE), dort Nr. 3                                                           |
| Lokomotive 5 abgestellt im Depot der SDP in Baasrode                                             | 5             | D-h2t     | 1947    | Henschel   | 29884      | D 600               | 1947–1954   | verkauft an Eschweiler Bergwerks-Verein (EBV), dort „Anna 2“, heute bei Stoomtrein Dendermonde Puurs, nicht betriebsfähig |
| Baugleiche Lokomotive 7 der Frankfurt-Königsteiner Eisenbahn im Einsatz bei der Sauschwänzlebahn | 1´´           | 1’D1’-h2t | 1954    | Henschel   | 25277      | Henschel Projekt 83 | 1954–1965   | verkauft nach Südafrika                                                                                                   |
| Lokomotive 2´´ im Einsatz bei der DFS in Ebermannstadt                                           | 2´´           | D-h2t     | 1930    | BMAG       | 9963       | ELNA 6              | 1930–1961   | verkauft an EBV, dort „Anna 10“, heute bei Dampfbahn Fränkische Schweiz (DFS) im Einsatz                                  |
|                                                                                                  | 3´´           | D-n2t     | 1912    | Borsig     | 8483       |                     | 1947–1949   | verkauft an WZTE, dort Nr. 501, 1962 ausgemustert                                                                         |
| Tenderlokomotive ELNA 6 (Anna N.8) im Außenbereich des Museums Energeticon                       | 4´´           | D-h2t     | 1938    | Henschel   | 24396      | ELNA 6              | 1938–1960   | verkauft an EBV, dort „Anna 8“, heute Museumsexponat im Bergbaumuseum Grube Anna II                                       |
|                                                                                                  | 3´´´          | D-h2t     | 1949    | Henschel   | 25733      | D 600               | 1951–1962   | verschrottet |
|                                                                                                  | 4´´´          | D-h2t     | 1916    | Esslingen  | 3768       | T 6 Nr. 1401        | 1949–1952   | verkauft an Südzucker |

### Dieseltriebwagen, Steuerwagen und Beiwagen
Den ersten Triebwagen zur Rationalisierung des Reisezugverkehrs beschaffte die HKB bereits 1928. Das vierachsige Fahrzeug wurde als Benzoltriebwagen von der Firma DWK in Kiel geliefert, 1935 auf Dieselantrieb umgebaut und schied erst 1955 aus dem Betriebsdienst aus. Nach dem Zweiten Weltkrieg waren Uerdinger Schienenbusse über Jahrzehnte für den Personenverkehr auf der Strecke bestimmend. Ab 1954 wurden zunächst drei einmotorige Triebwagen und zwei Beiwagen gekauft. Die Beiwagen wurden nicht direkt bei der Waggonfabrik Uerdingen, sondern bei den nordhessischen Waggonbauern Orion in Eschwege und Credé in Kassel gebaut, die die Fahrzeuge in Lizenz fertigten. Dieser Fuhrpark wurde dann 1966/68 noch um den dreiteiligen Uerdinger Schienenbus VT 54/VM 56/VS 55 mit Faltenbalg-Wagenübergängen ergänzt, der den von der Waggonfabrik Uerdingen nach Spanien gelieferten Schienenbussen weitgehend entsprach und in Deutschland ein Unikat darstellte. Nach Einstellung des Bahnbetriebs wurden die noch vorhandenen Triebwagen an Museumsbahnen verkauft.
| Bild | Nr.   | Baujahr | Hersteller | Fabrik-Nr. | Typ                        | Einsatzzeit | Bemerkung                            |
| ---- | ----- | ------- | ---------- | ---------- | -------------------------- | ----------- | ------------------------------------ |
|      | VT 1  | 1928    | DWK        | 165        | Benzoltriebwagen           | 1928–1955   | verkauft an BHE                      |
|      | VT 50 | 1954    | Uerdingen  | 60220      | VT 95 („Privatbahn-VT 98“) | 1954–1993   | mit Puffern                          |
|      | VT 51 | 1955    | Uerdingen  | 60230      | VT 95 („Privatbahn-VT 98“) | 1955–1976   | mit Puffern, 1984 ausgemustert       |
|      | VT 52 | 1959    | Uerdingen  | 63316      | VT 95 („Privatbahn-VT 98“) | 1959–1985   | mit Puffern, 1987 verkauft           |
|      | VT 54 | 1966    | Uerdingen  | 72448      | ähnlich VT 98              | 1966–1993   | verkehrte in Einheit mit VS 55/VM 56 |
|      | VS 55 | 1966    | Uerdingen  | 72449      | ähnlich VS 98              | 1966–1993   | verkehrte in Einheit mit VT 54/VM 56 |
|      | VM 56 | 1968    | Uerdingen  | 72913      | ähnlich VB 98              | 1968–1993   | verkehrte in Einheit mit VT 54/VS 55 |
|      | VB 60 | 1955    | Orion      | A925       | VB 142                     | 1955–1972   | mit Puffern, 1978 ausgemustert       |
|      | VB 61 | 1957    | Credé      | 32397      | VB 98                      | 1957–1987   | verkauft                             |

### Diesellokomotiven
Die Verdieselung des Güterverkehrs begann mit der Auslieferung der ersten Diesellok (No. 30) am 30. Mai 1960 und war mit dem Kauf der dritten Lok (No. 32) 1965 abgeschlossen.
Bedingt durch den umfangreichen Kaliverkehr hatte die Kreisbahn seit den 1970er Jahren Bedarf an leistungsfähigen Diesellokomotiven, den sie überwiegend auf dem Gebrauchtmarkt deckte. Bekannt war das Unternehmen vor allem für einige früher bei der Deutschen Bundesbahn (DB) eingesetzte Lokomotiven, die kleinen Serien entstammten bzw. ein Einzelexemplar waren. Leihweise wurden auch weitere Lokomotiven eingesetzt, darunter mit der DE 2500, einer dieselelektrischen Versuchslokomotive von Henschel, eine der ersten Lokomotiven mit den heute weit verbreiteten Drehstrom-Asynchron-Fahrmotoren.
| Bild | Nr.   | Bauart    | Baujahr | Hersteller | Fabrik-Nr. | Typ      | Einsatzzeit | Anmerkungen |
| ---- | ----- | --------- | ------- | ---------- | ---------- | -------- | ----------- | --- |
|      | 30    | D-dh      | 1959    | Henschel   | 26535      | DH 850 D | 1959–1975   | |
|      | 31    | D-dh      | 1962    | Henschel   | 30339      | DH 850 D | 1962–1977   | |
|      | 32    | B’B’-dh   | 1965    | MaK        | 1000245    | V 100 PA | 1965–1993   | Speziell für den Einsatz bei Privatbahnen ausgelegte Variante der DB-Baureihe V 100                                                  |
|      | 30´´  | C’C’-dh   | 1962    | Henschel   | 30400      | DG 4000  | 1976–1989   | Von Henschel als Einzelexemplar gebaut, zwischen 1963 und 1974 durch die DB als V 320 001 bzw. 232 001 angemietet                    |
|      | 31´´  | B’B’-dh   | 1951    | MaK        | 800005     | V 80     | 1977–1981   | Ehemals DB-280 010. Erster neuentwickelter Dieselloktyp der DB für den Streckendienst, 1981 nach Italien verkauft                    |
|      | 31´´´ | B’B’-dh   | 1960    | Krupp      | 4047       | V 160    | 1981–1989   | Ehemals DB-216 004. Vorserie der V 160 mit stärker gerundeter Kopfform (Spitzname „Lollo“ nach der Schauspielerin Gina Lollobrigida) |
|      | 831   | Bo’Bo’-de | 1988    | MaK/BBC    | 1000831    | DE 1002  | 1988–1993   | Ersatz für die älteren ex-DB-Lokomotiven, nach Betriebseinstellung von der Muttergesellschaft HLB übernommen                         |
|      | 832   | Bo’Bo’-de | 1988    | MaK/BBC    | 1000832    | DE 1002  | 1988–1993   | Ersatz für die älteren ex-DB-Lokomotiven, nach Betriebseinstellung von der Muttergesellschaft HLB übernommen                         |

## Bildergalerie

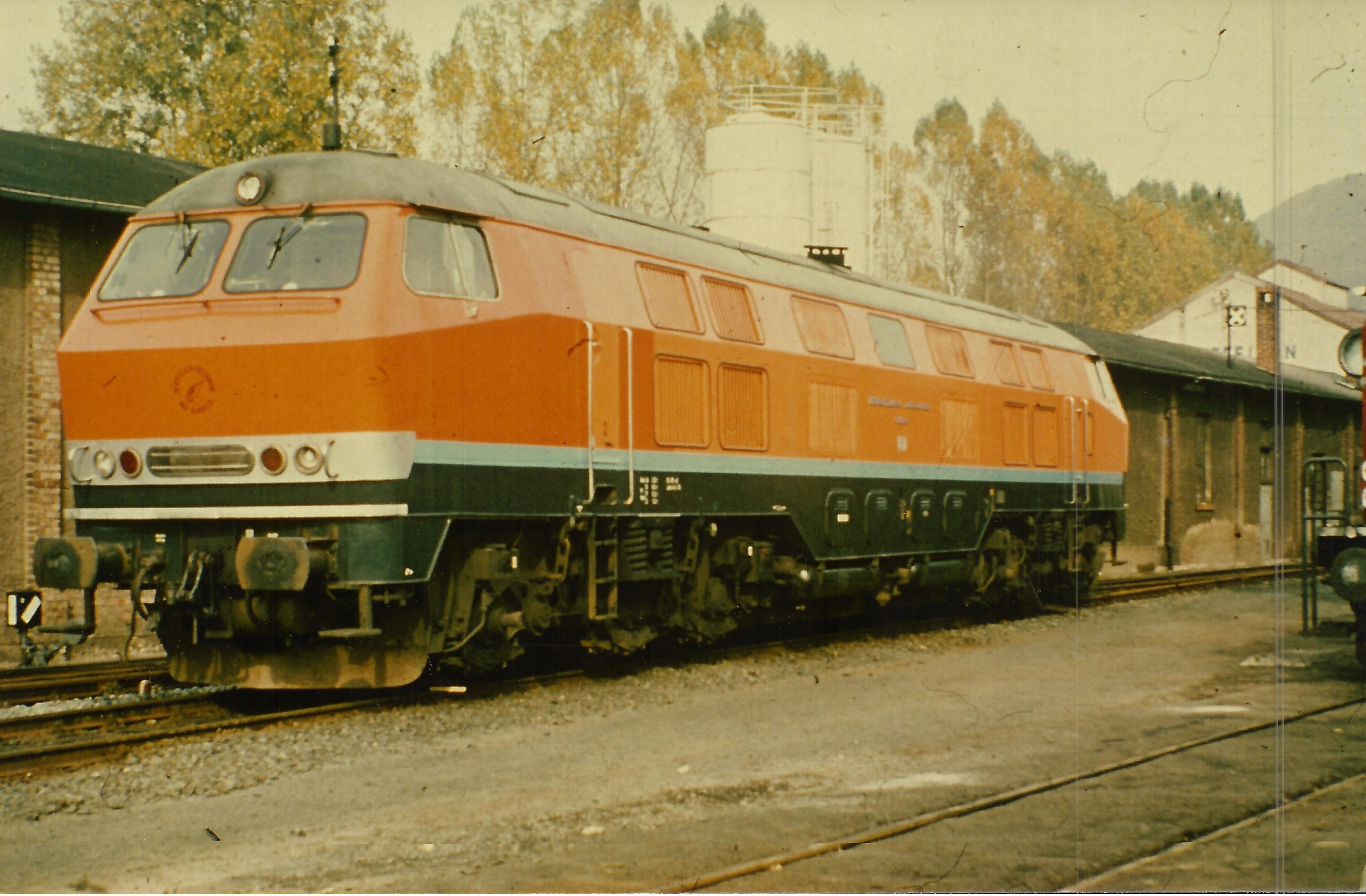
V30" der Hersfelder Kreisbahn im Bahnhof Schenklengsfeld
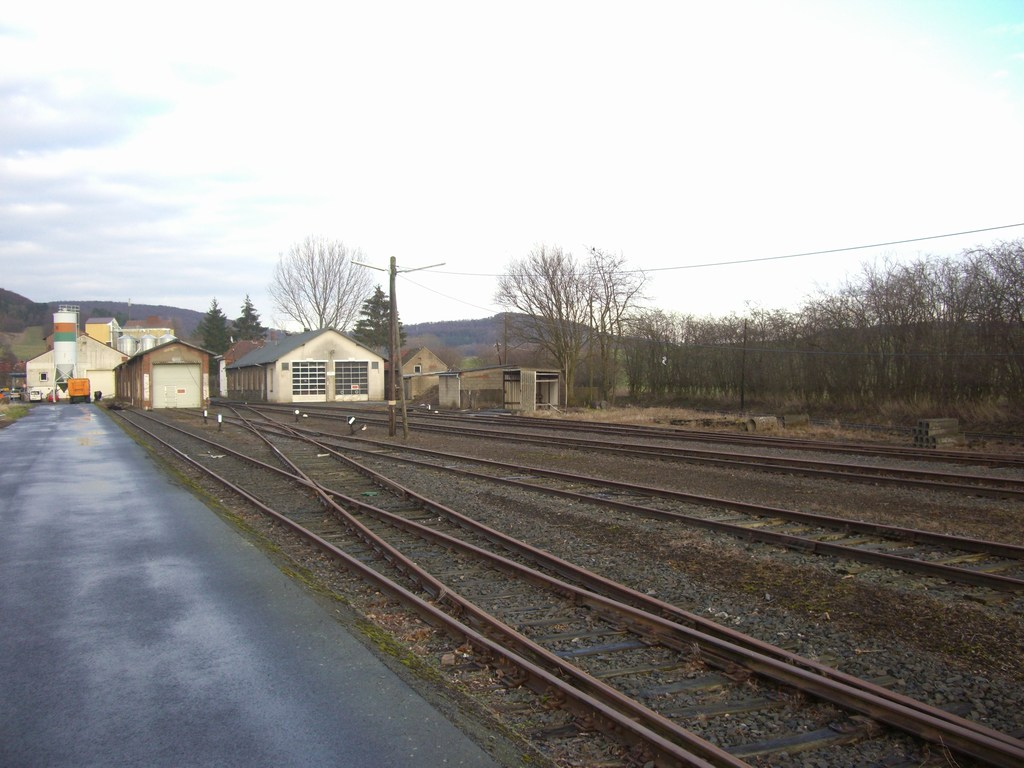
Eisenbahnbetriebswerk Schenklengsfeld
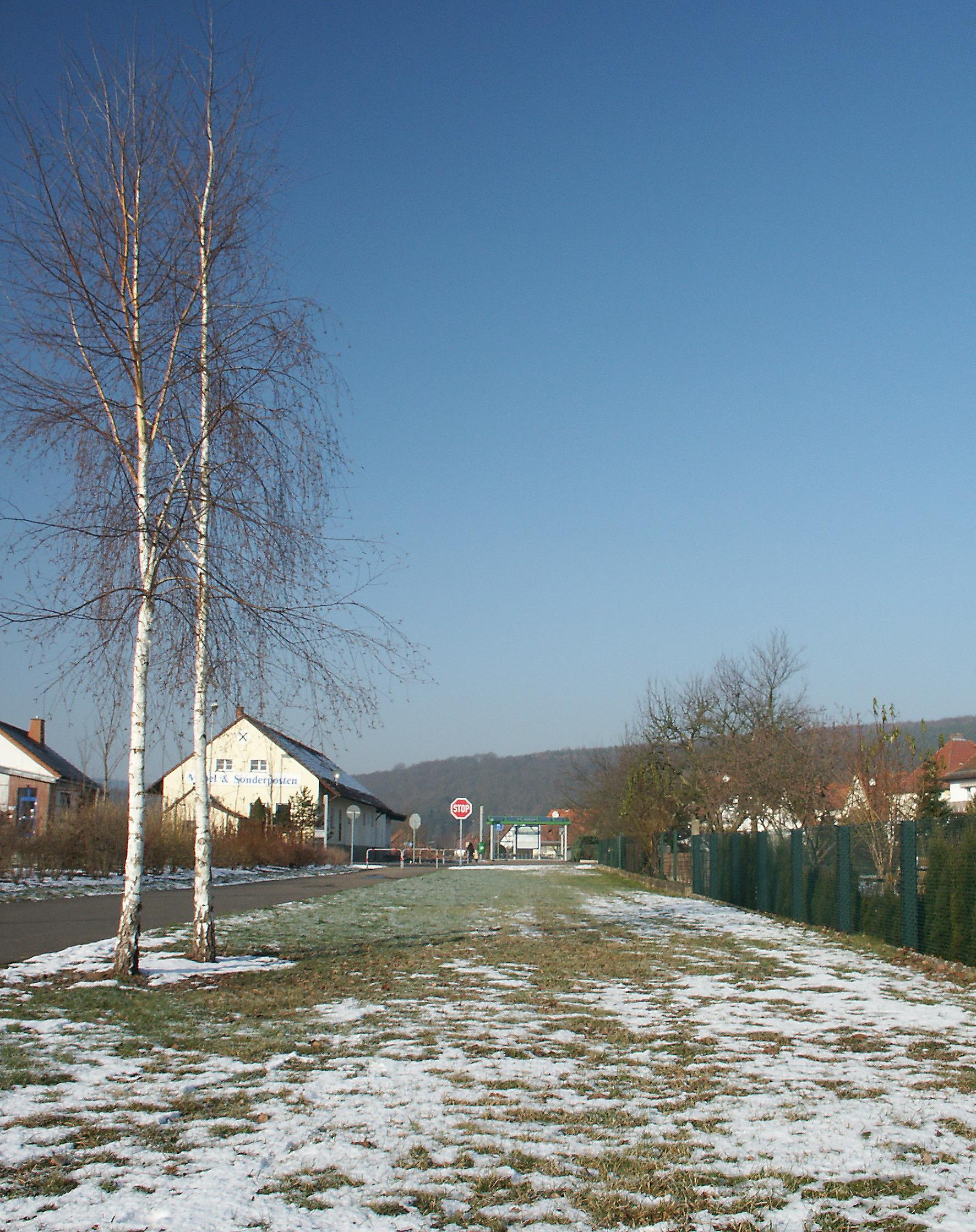
Ehemalige Bahntrasse mit Radweg in Sorga
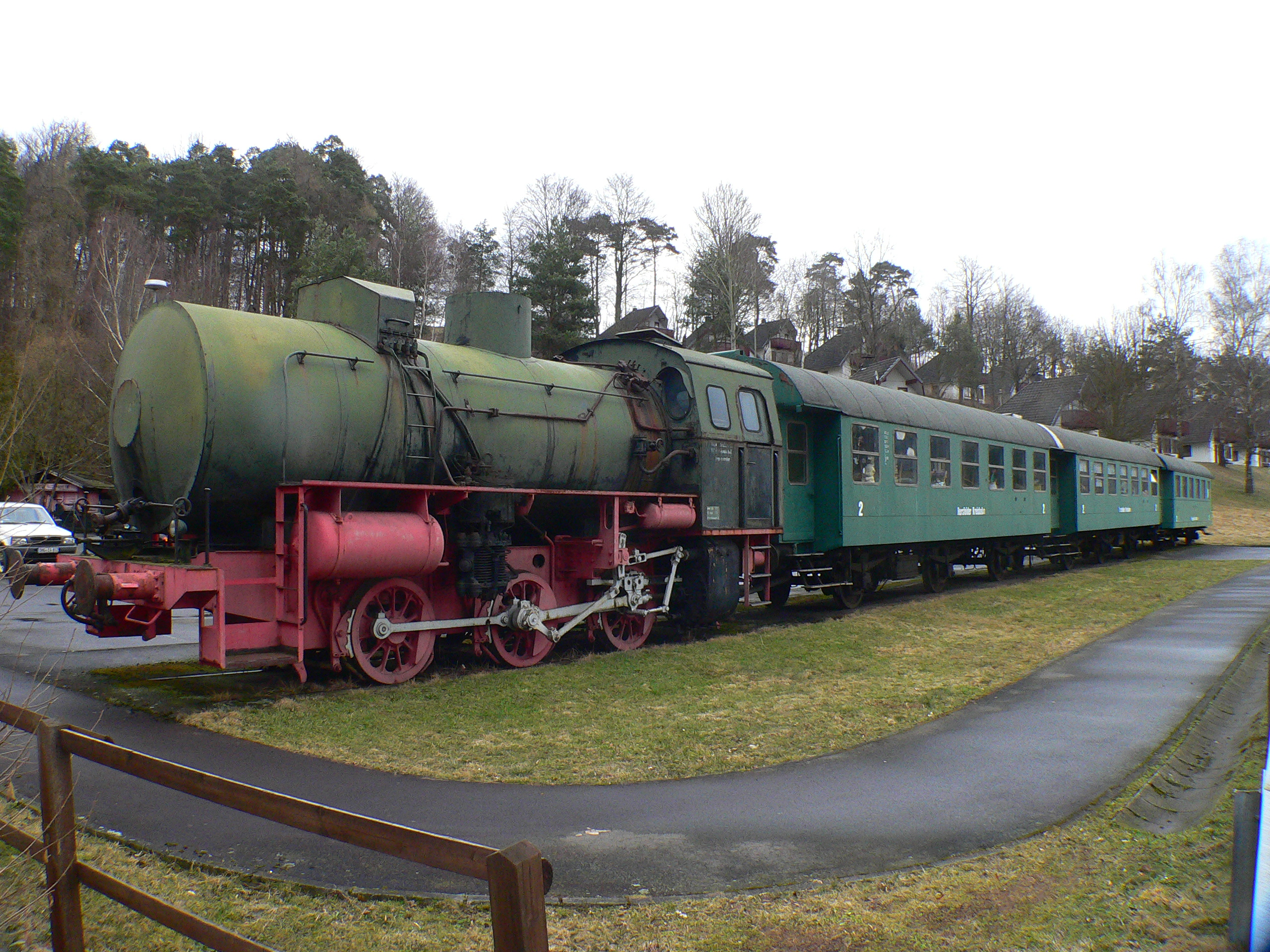
Drei Waggons der Hersfelder Kreisbahn in Kirchheim (Hessen)
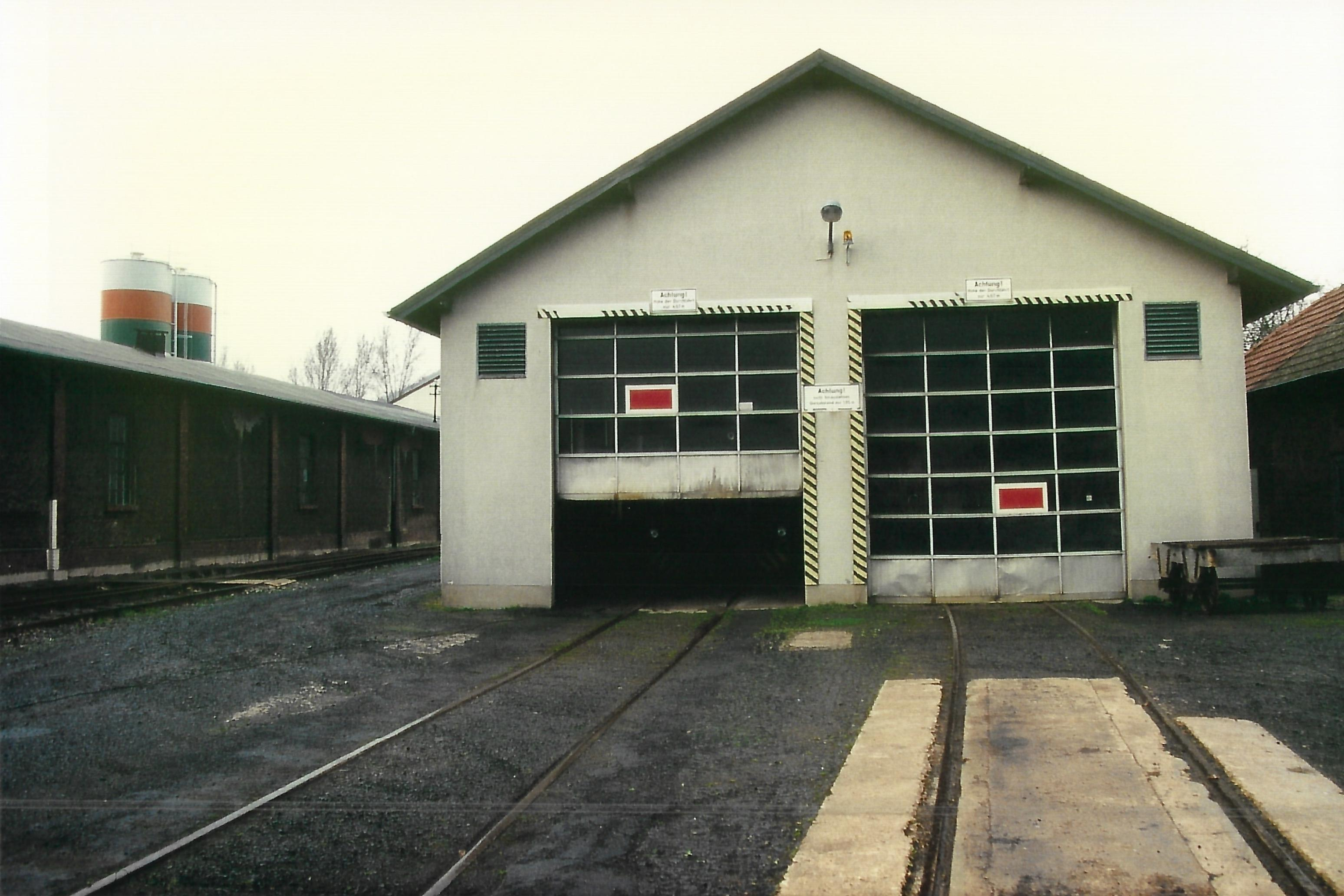
Lokschuppen Schenklengsfeld im Jahre 1995.
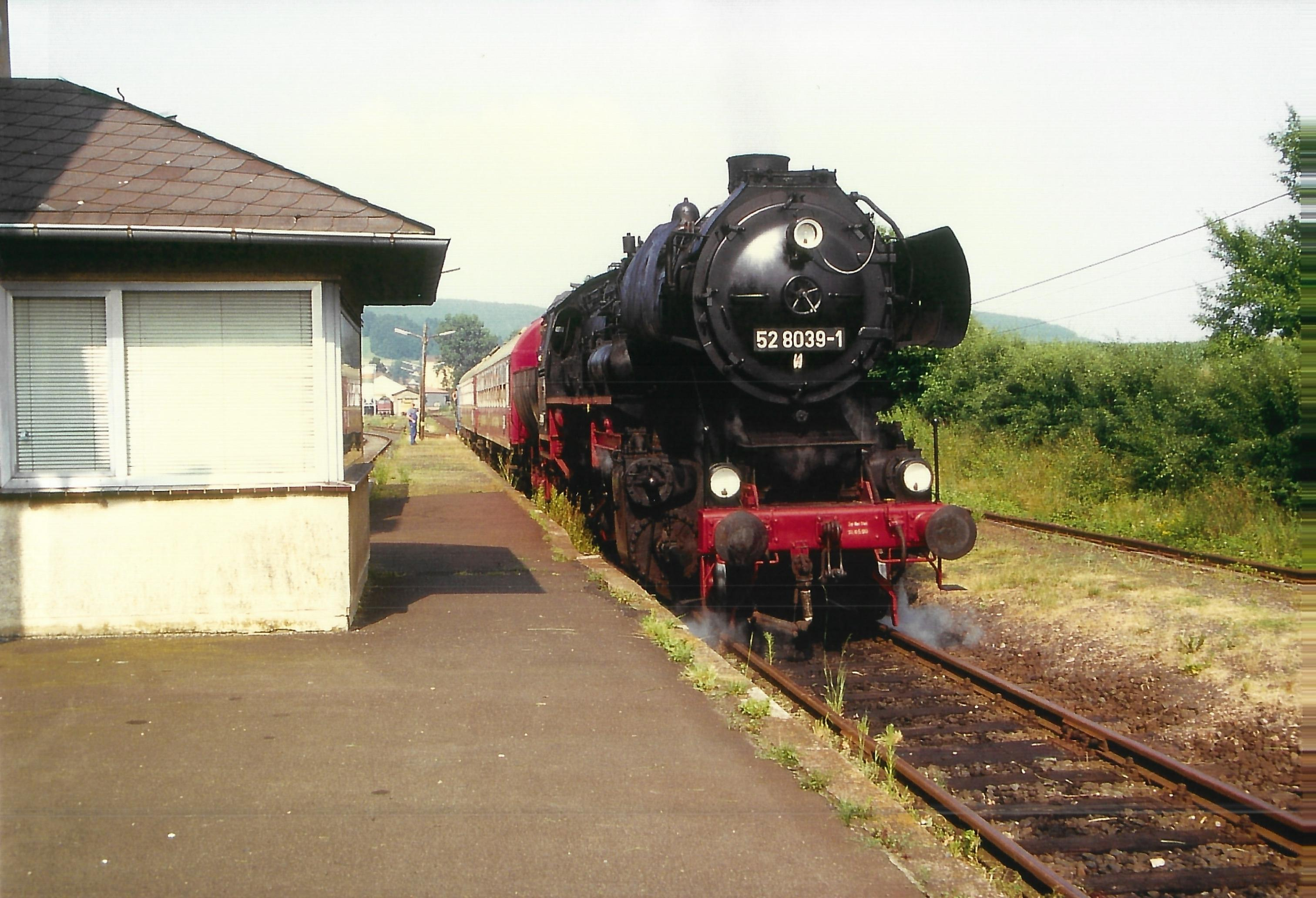
Dampflokomotive der IGE Werrabahn auf Sonderfahrt im Bahnhof Schenklengsfeld.
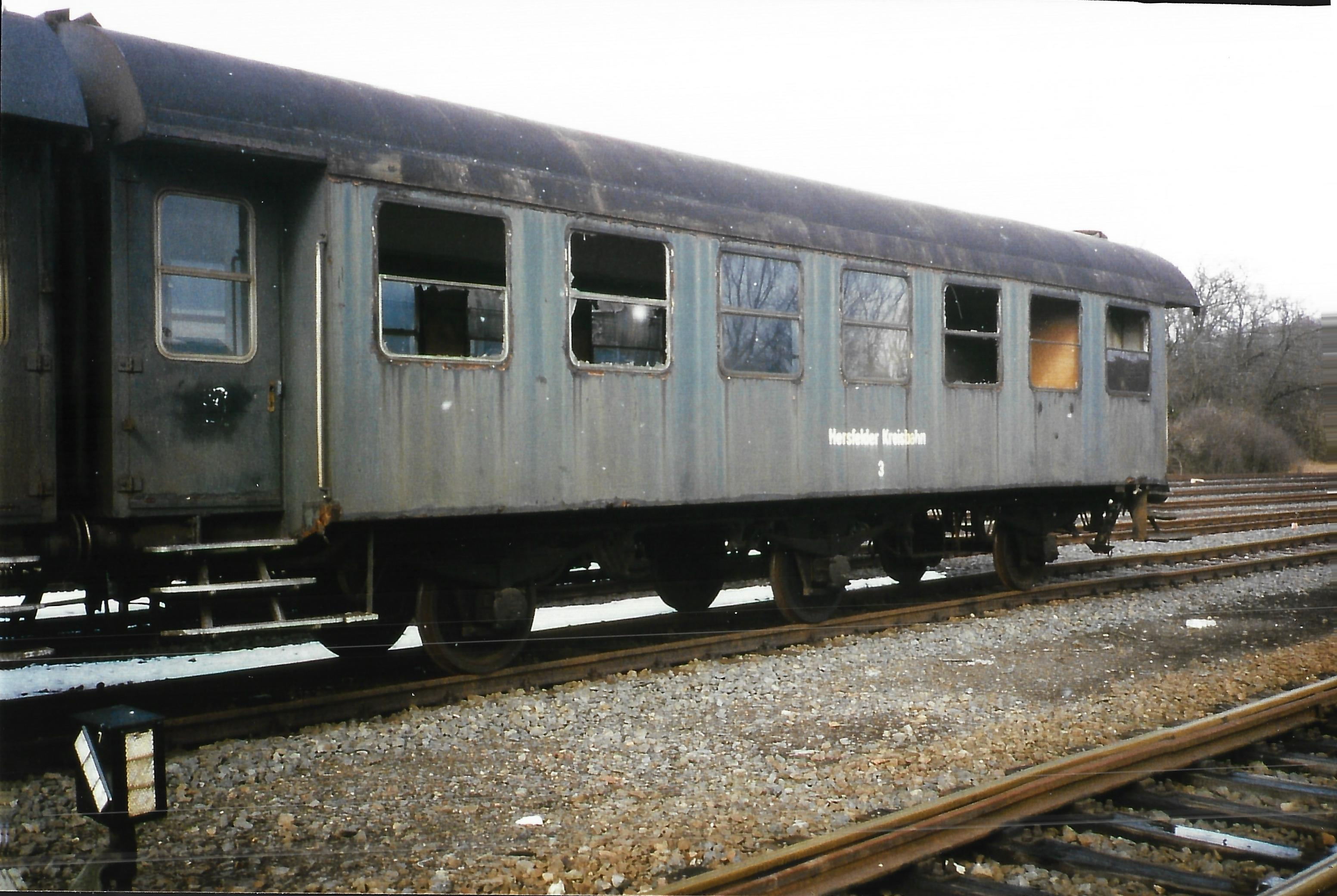
Personenwagen der Bauart B3yg der Hersfelder Kreisbahn.
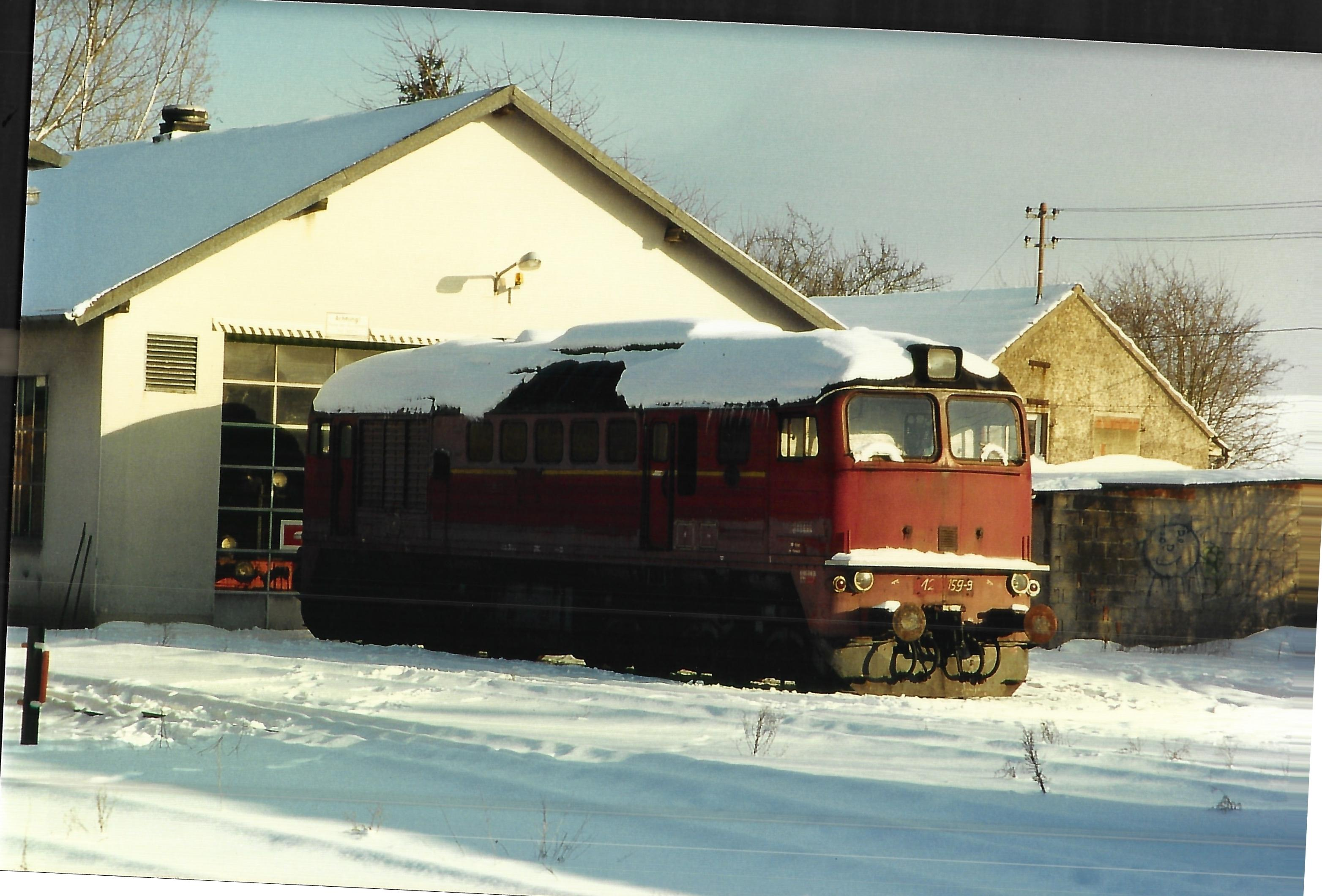
DR BR 120 der IGE Werrabahn vor dem Lokschuppen in Schenklengsfeld, Aufnahme ca. 1995.
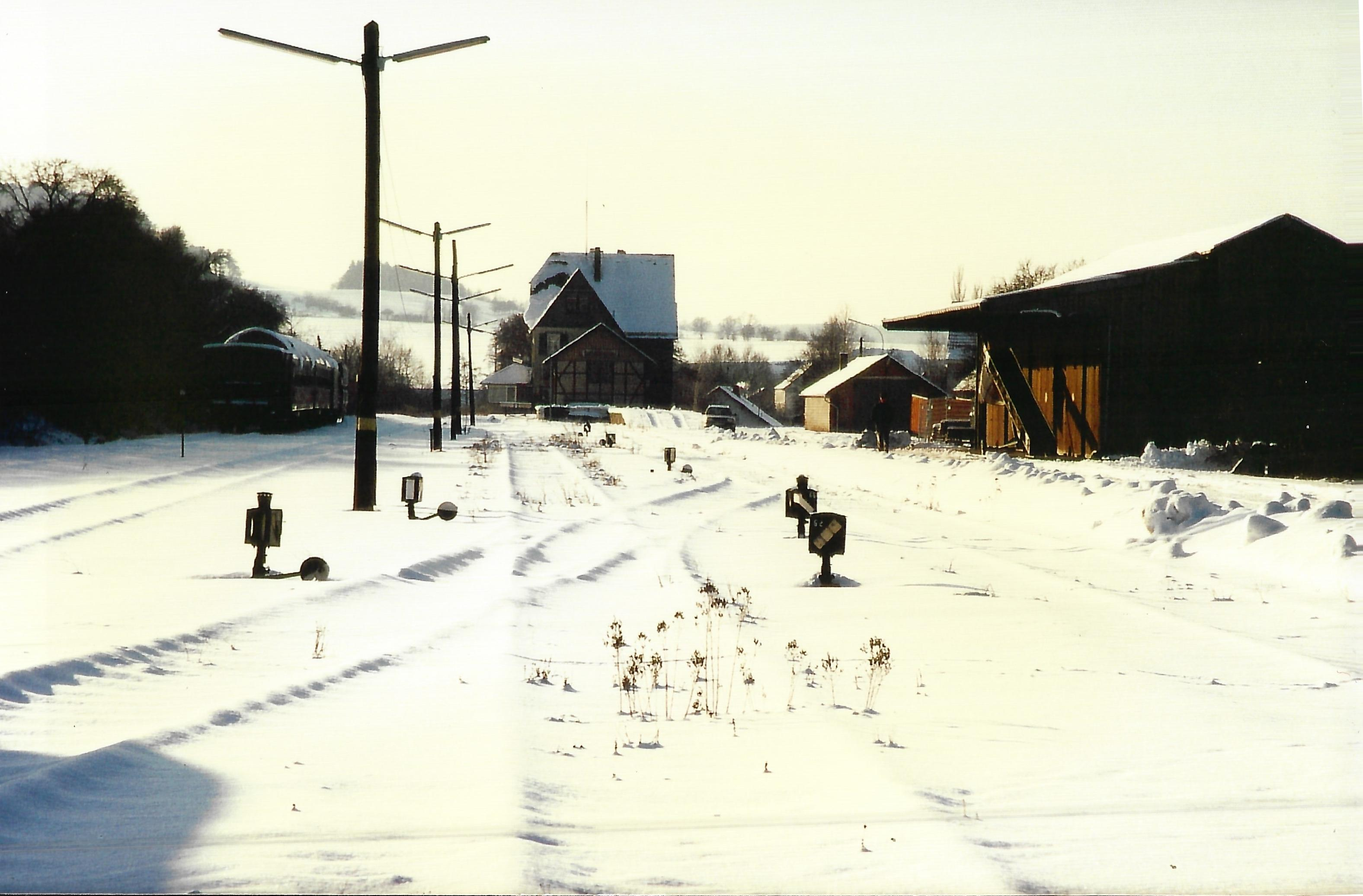
Bahnhof Schenklengsfeld im Schnee, Aufnahme ca. 1995, alle Gleisanlagen und Lampen sind noch Intakt.
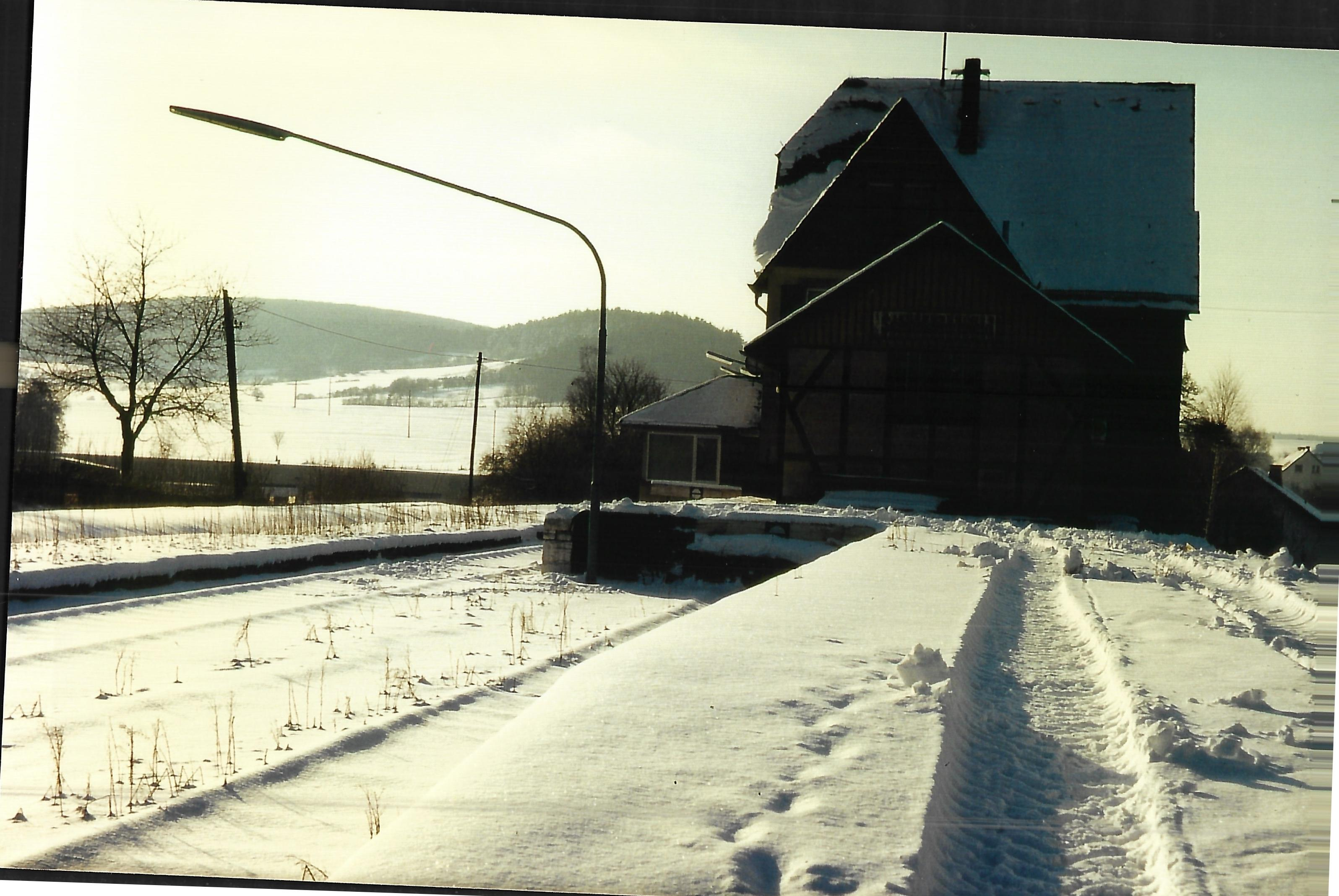
Bahnhof Schenklengsfeld im Schnee, Aufnahme ca. 1995.
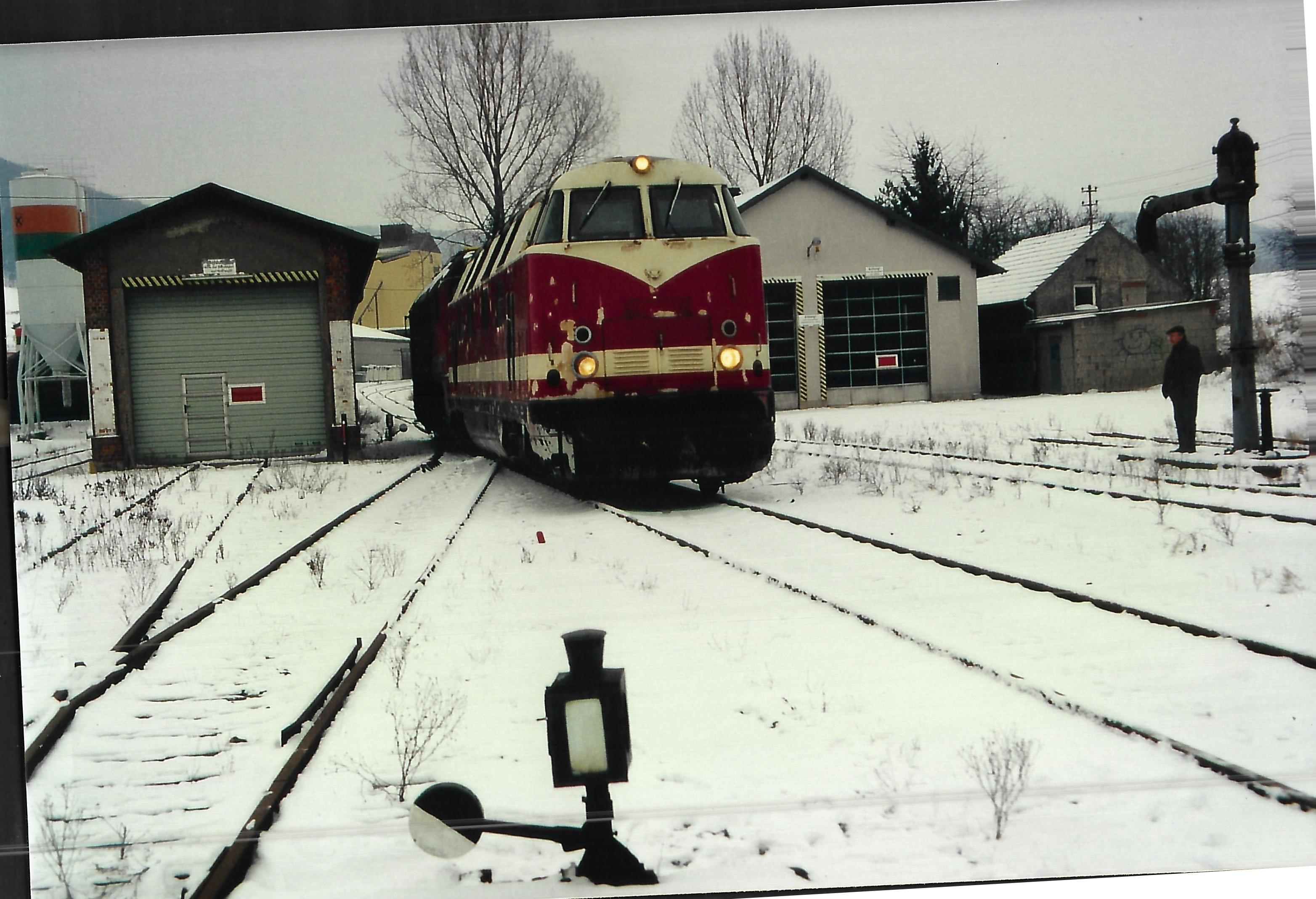
Überführung der Fahrzeuge der IGE Werrabahn, ca. 1995.

## Modelle
Es gibt eine kleine Anzahl Modelle der Hersfelder Kreisbahn:
- V30 / V31 als 3D-Druck-Kleinserienmodell (Nenngröße H0)
- V32 als 3D-Druck-Kleinserienmodell (Nenngröße H0)
- V30II von Brawa, Rivarossi und Märklin (Nenngröße H0), Märklin (Nenngröße 1) und Roco (Nenngröße N)
- V31II von Roco und Lima (Nenngröße H0) sowie Tillig (Nenngröße TT)
- V31III von Märklin (Nenngrößen H0 und Z)
- Lok 4II von Tillig (Nenngröße H0)
- VT54 / VM56 / VS55 von Elektrotren (Nenngröße H0) und als Kleinserienmodell (Nenngröße Z)
- Personenwagen B3yg von Roco (Nenngröße H0) und Tillig (Nenngröße TT)

Das Bahnhofsgebäude und den Lokschuppen in Schenklengsfeld gibt es als 3D-Druck-Kleinserienmodelle.